# Мишин проезд
Ми́шин прое́зд (до 7 июня 1922 года — Миха́йловский прое́зд) — проезд, расположенный в Северном административном округе города Москвы на территории Савёловского района.

## История
Проезд ранее носил название Миха́йловский прое́зд, по-видимому, по фамилии одного из домовладельцев. 7 июня 1922 года был переименован для устранения одноимённости с Михайловским проездом одновременно с Мишиной улицей (название присвоено в форме притяжательного прилагательного (чей?), а не родительного падежа (имени кого?)).

## Расположение
Мишин проезд проходит от улицы Верхняя Масловка на северо-восток до улицы Юннатов, с юго-востока к нему примыкает Мишина улица. Нумерация домов начинается от улицы Верхняя Масловка.

## Примечательные здания и сооружения
По нечётной стороне:
По чётной стороне:

## Транспорт

### Наземный транспорт
По Мишину проезду не проходят маршруты наземного общественного транспорта. У юго-западного конца проезда, на улице Верхняя Масловка, расположены остановки «Старый Петровско-Разумовский проезд» и «Улица Верхняя Масловка, д. 25» автобусов № 22, 727.

### Железнодорожный транспорт
- Платформа «Гражданская» Рижского направления МЖД - северо-западнее проезда, на улице 8 Марта

### Метро
- Станция метро «Динамо» Замоскворецкой линии — южнее проезда, на Ленинградском проспекте
- Станция метро «Петровский парк» Большой кольцевой линии — южнее проезда, на Ленинградском проспекте